# Arderico Sessa
Arderico Sessa (Valtravaglia, 1230 – dopo il 1276) è stato un nobile italiano.

## Origini familiari
Arderico Sessa, figlio di Amizone de Sexa, apparteneva ad antica famiglia feudale, i Sessa, discendenti dal ceppo consortile dei de Carcano e titolari del Castello d'Albio in Malcantone.

## Biografia

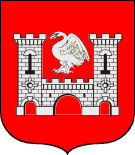
Stemma della nobile famiglia Sessa nella sua versione più antica.

Arderico Sessa nacque nel 1230 a Valtravaglia, luogo dove da qualche decennio aveva preso dimora la sua famiglia, un ramo degli antichi castellani di Sessa: dopo il dannoso coinvolgimento del casato nelle lotte tra Como e Milano per il controllo delle valli luganesi (i Sessa erano schierati con Milano, ma Como ebbe la meglio grazie all'appoggio di Federico II di Svevia) e l'inizio della parabola discendente dei Sessa nel loro castello d'origine, il nonno Pietro e il padre Amizone rivolsero i loro interessi alla sponda orientale del Lago Maggiore, dove possedevano beni fondiari e alleanze con altri casati locali come i Capitanei di Locarno. Nel 1261 Francesco e Quirico Sessa, fratelli di Arderico, riuscirono a ottenere dall'Arcivescovo di Milano la nomina di castellani della Rocca di Caldé, il cui controllo pose la famiglia Sessa sullo stesso livello di importanza dei Besozzi, fino ad allora la più potente consorteria della sponda lombarda del Lago Maggiore.
Non fu un caso quindi che Arderico nel 1272 risulti investito della carica di vicario podestarile in Vercelli a nome del podestà milanese Napoleone della Torre, allora de facto Signore di Milano. Il legame con la famiglia Della Torre, di fazione guelfa e tendenze popolari, divise tuttavia Arderico Sessa dai suoi fratelli: nella guerra civile che in seguito scoppiò tra i Torriani e i Visconti per il dominio su Milano, gran parte della famiglia parteggiò infatti a favore dei Visconti, ghibellini e aristocratici, mettendo a loro disposizione le proprie clientele militari e promettendo all'Arcivescovo Ottone Visconti il mantenimento della Rocca di Caldé, di grande importanza strategica, ma Arderico restò fedele ai guelfi Torriani. Dopo la vittoria dei Visconti nella Battaglia di Desio i consorti de Sessa fedeli ai Visconti furono premiati con l'inclusione nella Matricula Nobilium dei patrizi milanesi (1277).
Arderico ebbe almeno un figlio, Manuello, vivente nell'avito castello di Sessa nel 1302.
Incerta è la data di morte, perché dopo il 1276 non si hanno più notizie su di lui, lasciando supporre la sua scomparsa proprio durante la guerra fra i Visconti e i Della Torre, forse nella Battaglia della Guazzera nei presso di Ranco, dove i Visconti subirono una grave sconfitta.